# Érdes lepényhal
Az érdes lepényhal (Platichthys flesus) a csontos halak (Osteichthyes) főosztályának a sugarasúszójú halak (Actinopterygii) osztályába, ezen belül a lepényhalalakúak (Pleuronectiformes) rendjébe és a lepényhalfélék (Pleuronectidae) családjába tartozó faj.

## Előfordulása
Az érdes lepényhal megtalálható Skandinávia, Közép-Európa és a Földközi-tenger minden partján, az árapály-határtól az 55 méteres mélységig, de a tengerekhez közeli folyókban és tavakban is él. Izland környékén nem található meg. A sporthorgászok ugyan nagyon kedvelik a lepényhalat, kereskedelmi értéke viszont alig van, s ezért nem fenyegeti az a veszély, hogy „túlhalásszák”.

## Megjelenése

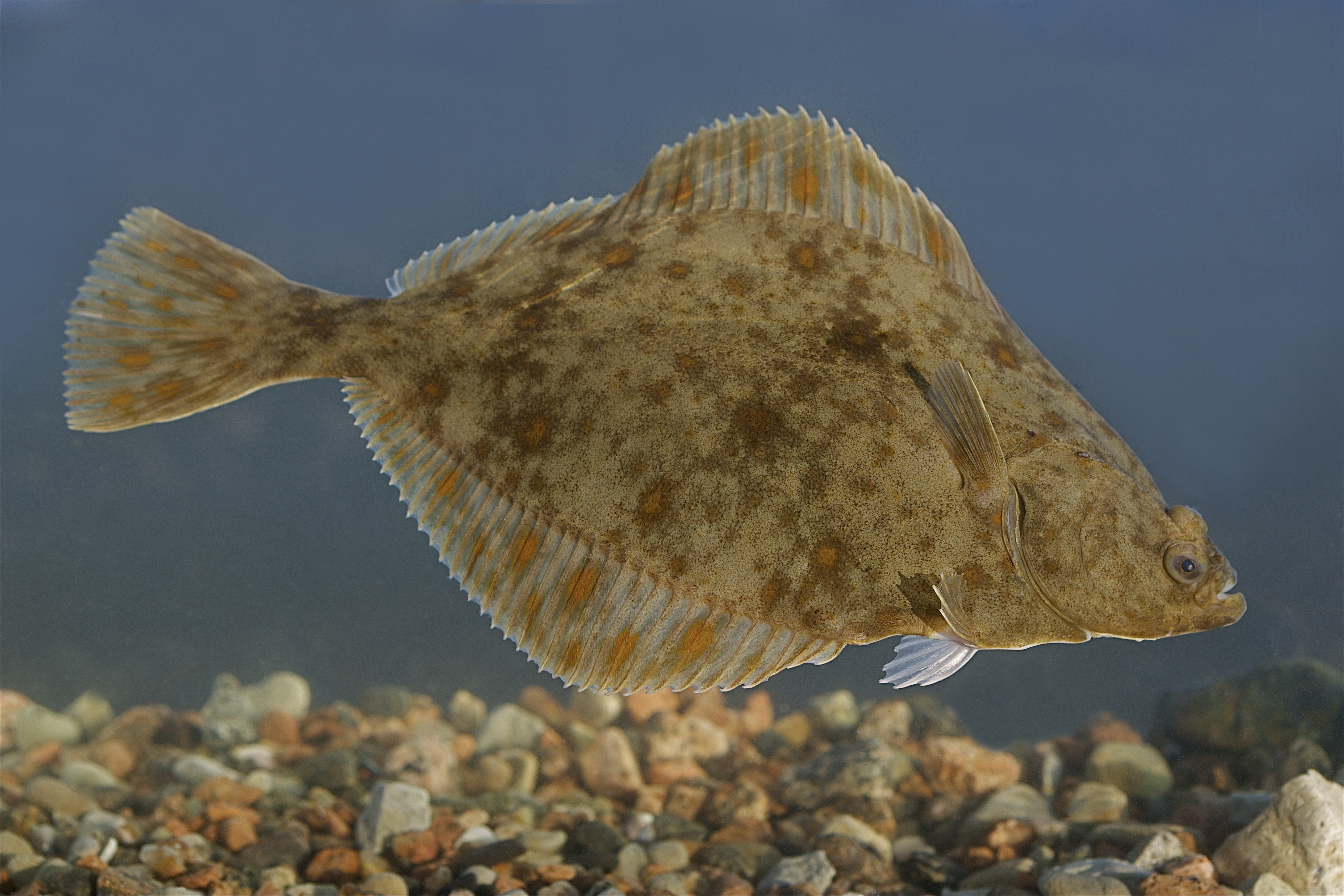
Érdes lepényhal Vääna-Jõesuu (Észtország) közeléből

Az érdes lepényhal hossza 20-30, legfeljebb 50 centiméter, testtömege legfeljebb 3 kilogramm. Teste ovális, kis szájnyílással (nem ér a szemek alá). Elő-kopoltyúfedőjének szabad pereme van. Pikkelyei aprók, simák; az oldalvonal mentén, valamint a hát- és farok alatti úszó tövén tüskés bőrszemölcsök vannak. Oldalvonala a mellúszók felett gyengén domborodó. Hátúszója 49-71, farok alatti úszója 33-48 lágy sugarú. Az első kopoltyúíven 15-22 kopoltyútüske található. A kifejlett hal felső oldala megsötétedik és felveszi a környezet színét. Ha új környezetbe kerül, két-három nap alatt ahhoz alkalmazkodik. Az úszók a test egész hosszán végighúzódnak. Segítségükkel a lepényhal az árapály áramlatait kihasználva tudja magát sodortatni. A bal szem a lárvánál átvándorol a száj fölött, megközelítve a jobb szemet, így az állat mindig a bal oldalán fekszik. Néha fordított példányok is előfordulnak.

## Életmódja
Az érdes lepényhal nem rajokban élő halfaj, de az ívás körzetében nagy számban összegyűlnek. Nappal a homokaljzatba ássa magát, éjszaka mozog, és a sekély vízben keres táplálékot. Tápláléka kagylók, rövidfarkú rákok, férgek és egyéb kis állatok. Nyáron a folyókba is felúszik, de télen lemerül a tengerfenékre.

## Szaporodása
Az ivarérettséget 3-4 éves kortól éri el. Az ívási időszak februártól májusig tart, a víz hőmérsékletétől függően. Az ívás 30-40 méteres mélységben történik meg, de az áramlatok felhozzák az ikrákat. A nőstény akár 2 millió ikrát is rakhat. Az ikra átmérője 0.8-1.4 milliméter; a frissen kikelt lárva hossza 3 milliméter. A kikeléshez 11 napra van szükség. Az érdes lepényhal néha kereszteződik a sima lepényhallal.